# Xanthoarctia
Xanthoarctia este un gen de insecte lepidoptere din familia Arctiidae.

Cladograma conform Catalogue of Life:
| Xanthoarctia | \| \| Xanthoarctia pseudameoides \| \| \| \| \| \| Xanthoarctia pseudomeoides \| \| \| \| |
|              | \| \| Xanthoarctia pseudameoides \| \| \| \| \| \| Xanthoarctia pseudomeoides \| \| \| \| |
|              | Xanthoarctia pseudameoides                                                                |
|              |                                                                                           |
|              | Xanthoarctia pseudomeoides                                                                |
|              |                                                                                           |